# Ozoir-le-Breuil
Ozoir-le-Breuil era una comuna francesa situada en el departamento de Eure y Loir, de la región de Centro-Valle de Loira, que el 1 de enero de 2017 pasó a ser una comuna delegada de la comuna nueva de Villemaury al fusionarse con las comunas de Civry, Lutz-en-Dunois y Saint-Cloud-en-Dunois.

## Demografía
| Gráfica de evolución demográfica de Ozoir-le-Breuil entre 1800 y 2014 |
|                                                                       |

Los datos demográficos contemplados en este gráfico de la comuna de Ozoir-le-Breuil se han cogido de 1800 a 1999 de la página francesa EHESS/Cassini, y los demás datos de la página del INSEE.